# Motorbør
En motorbør er i princippet en motoriseret trillebør. De to ting bruges stort set til de samme opgaver.
På et tidspunkt i maskinernes udvikling har nogen indset at det var for tungt og ineffektivt at flytte jord, sten og andre tunge ting med en almindelig trillebør, og man har fundet på at montere en motor, der kunne trække vognen, så brugeren kun skulle styre.
De fleste motorbøre har fire hjul, hvor de to forhjul sidder på en aksel og drives af motoren, mens de to baghjul kan dreje frit, som på en indkøbsvogn. Brugeren går bag børen og har et håndtag der styrer motorens omdrejninger og børens retning (frem eller bak), men skal stadigvæk selv trække til en af siderne for at dreje.
Det næste skridt opad i redskabsstørrelse er en minidumper, hvor der også er plads til at føreren sidder på maskinen. Denne er forklaret under dumper.